# Danh sách sông ở Lào
Dưới đây là danh sách sông ở Lào theo cửa biển đổ ra. Chú ý:
- Trong tiếng Thái, Lào, Tày "Nam" (Nậm) có nghĩa là nước, sông, suối; "Houay" (Huay, Huổi) có nghĩa là suối.
- Trong tiếng một số dân tộc ở Nam Lào - Đông Bắc Campuchia - Tây Nguyên Việt Nam "Xe"/"Se" (Xê/Sê) có nghĩa là sông, suối.

## Biển Đông
- Menam Kong
  - Se Kong
    - Xe Kaman
      - Nam Pagnou

    - Xe Namnoy (Xe Namnoi)
      - Houay Ho

    - Xe Pian

  - Tonle Repou
  - Sông Dôn
  - Se Banghiang
    - Se Pon
    - Xe Lanong
    - Xe Champhon
      - Houay Souy

    - Xe Xang Soi
    - Houay Alao

  - Se Bangfai
    - Xe Noy

  - Nam Hinboun
    - Nam Pakan

  - Nam Theun (Nam Kading)
    - Nam Pang
    - Nam Gnouang
    - Nam Phao
    - Nam Sot
    - Nam Mon

  - Nam Ngiep (Nam Nhiep)
  - Nậm Ngừm (Nam Ngum)
    - Nam Lik
      - Nam Song

  - Sông Hueang (Sông Huang)
  - Nam Xuang
  - Nam Ou
    - Nam Phak

  - Nam Bèng
  - Nam Tha
- Nam Xan

## Vịnh Bắc Bộ
- Nam Ma
  - Nam Sam
  - Nam Et
- Nam Khan
  - Nam Neun